# 판지시르주
판지시르주(Panjshīr Velāyat, 파슈토어: د پنجشير ولايت, 다리어: ولایت پنجشیر)는 아프가니스탄 북동부에 있는 주이다. 주도는 바자라크이다. 이 주는 2004년 4월 13일에 카피사주의 북부에서 분리되어 신설되었다. 면적은 3,610 km2, 인구는 307,620명(2004년 기준)이다.

## 출신 인물
- 압둘라 압둘라
- 모하마드 파힘
- 아흐마드 마수드
- 유니스 카누니
- 암룰라 살레

## 같이 보기
- 아프가니스탄의 주
- 판지시르계곡